# Bistum Abengourou
Das Bistum Abengourou (lat.: Dioecesis Abenguruensis) ist eine in der Elfenbeinküste gelegene römisch-katholische Diözese mit Sitz in Abengourou.

## Geschichte
Das Bistum Abengourou wurde am 13. September 1963 durch Papst Paul VI. mit der Apostolischen Konstitution Sacrum Consilium aus Gebietsabtretungen der Bistümer Bouaké und Katiola sowie des Erzbistums Abidjan errichtet. Am 3. Juli 1987 gab das Bistum Abengourou Teile seines Territoriums zur Gründung des Bistums Bondoukou ab.
Das Bistum Abengourou ist dem Erzbistum Bouaké als Suffraganbistum unterstellt.

## Bischöfe von Abengourou
- Eugène Abissa Kwaku, 1963–1978
- Laurent Yapi, 1979–1980
- Bruno Kouamé, 1981–2003
- Jean-Jacques Koffi Oi Koffi, 2003–2009, dann Bischof von San Pedro-en-Côte d’Ivoire
- Gbaya Boniface Ziri, seit 2009